# Egidio Duni
Pour les articles homonymes, voir Duni.
Egidio (Romualdo) Duni (ou Duny) (Matera, 9 février 1709 – Paris, 11 juin 1775) est un compositeur italien.
Bien que Duni ne soit pas inclus parmi les meilleurs compositeurs d'opéras-comiques, il a son importance en tant que précurseur : il est le premier à obtenir un succès durable avec une musique nouvelle et originale sur des livrets français.

## Biographie
Egidio Duni est l'un des fils d'une famille nombreuse dont le père, Francesco, est maître de chapelle de Matera. Son frère aîné, Antonio, est lui aussi musicien et fera carrière un peu partout en Europe, en Allemagne et en Russie. On ne sait rien de précis sur la formation d'Egidio, qui aurait fait ses études dès ses neuf ans, au Conservatoire de Santa Maria di Loreto de Naples, auprès de Francesco Durante,.

### Début de carrière
Son premier opéra, Nerone, est présenté à Rome au Teatro Tordinona, le 21 mai 1735 et remporte un grand succès public. Après un passage à Milan, en 1737, via Paris il se rend à Londres, où il fait exécuter Demofoonte au King's Theatre. L'année suivante, il part une année à Leyde aux Pays-Bas pour étudier, puis retourne à Florence, puis Naples, en 1739,.
Il est nommé maître de chapelle d'une église de province à San Nicolo di Bari en 1743. Vers 1748, il occupe un poste similaire à la cour du duc de Parme, où la duchesse (fille de Louis XV) l'incite à composer dans le goût français. Instructeur de la jeune princesse Isabelle, il est accoutumé à la culture française dès cette époque, il met en musique La Chercheuse d'esprit (1741) de Charles-Simon Favart (d'après Daphnis et Chloé) et Le Caprice amoureux, ou Ninette à la cour, dans des versions italiennes (Ninette est lui-même une parodie par Favart d'un intermède italien Bertoldo in corte de Ciampi présenté à Paris en 1753). Ces opéras lui valurent « un franc succès ». Dans ces pièces, la déclamation parlée remplaçait les récitatifs chantés « jugés trop pesant pour une intrigue légère », mêlés d'ariettes et respectait ainsi également le privilège de l'opéra.

### Paris
En 1756, il se rend à Paris où il rencontre le directeur de l'Opéra-Comique, Jean Monnet pour lequel il crée, le 26 juillet 1757, son premier opéra en français, respectueux de la prosodie, Le Peintre amoureux de son modèle sur un livret de Louis Anseaume. Le succès l'invite à se fixer dans la capitale française. Il contribue à perfectionner le genre de l'opéra-comique en mêlant au spectacle des éléments italiens et français. Les encyclopédistes et Diderot lui-même, qui réfute la thèse de Rousseau sur la non-musicalité de la langue française (dans les récits plus précisément), l'encouragent et il confère « une dignité artistique sans précédent » au genre comique, notamment en enrichissant d'une note sentimentale l'intrigue théâtrale, caractéristique développée ensuite par Monsigny, Grétry et Dalayrac dans le drame sentimental.
Entre 1761 et 1768, grâce à l'appui de Charles-Simon Favart il est le directeur musical de la Comédie Italienne, pour qui il compose, cela en faisant appel aux librettistes les plus modernes de son temps, notamment Favart, vingt-deux opéras-comiques entre 1756 et 1770, qui presque tous ont eu du succès et dont la plupart sont gravés, intégralement, ou sous forme d'extraits ou d'arrangements. En 1763, est créé Le Milicien sur un livret d'Anseaume, où se retrouve pour la première fois un des personnages favoris de l'opéra-comique, le vieux soldat à la fois comique, bourru et au grand cœur.
« Si Duni ne doit pas être compté parmi les meilleurs compositeurs d'opéras-comiques, on ne peut lui contester son importance en tant que précurseur. Il fut le premier à obtenir un succès durable avec une musique entièrement nouvelle et originale sur des livrets français. » En outre, « il a été l'un des premiers à définir clairement certains types et certains sujets d'opéra-comique, qui devaient être développées plus tard par d'autres compositeur : la comédie farce à l'intrigue amoureuse, très proche de l'opéra bouffe italien, la pastorale ou paysannerie […], le conte féerique […] et le drame sentimental qui devait connaître une si grande popularité à la fin du XVIIIe siècle. »

## Œuvre

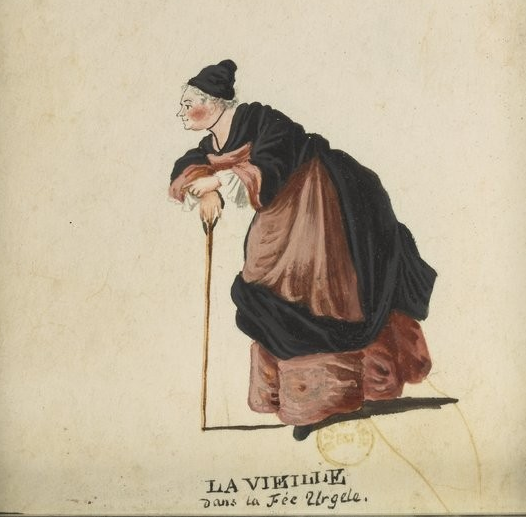
Justine Favart incarnant le personnage de la Vieille dans La Fée Urgèle (1765).

Egidio Duni est l'auteur de près d'une quarantaine d'opéras bouffes ou comiques : une douzaine d'opéras italiens et de vingt-deux opéras-comiques français à partir de 1756, dont les principaux sont : Le Peintre amoureux de son modèle (1757), La Fée Urgèle (1765) et Les Moissonneurs (1768). Il a aussi composé de la musique religieuses, messes, litanies, psaumes… et un peu de la musique de chambre.

### Opéras
Italiens
- Nerone (Rome, 21 mai 1735) livret de Francesco Silvani
- Adriano in Siria (Rome, 1735) livret de Pietro Metastasio
- Alessandro nell'Indie (Prato, 1736) livret de Pietro Metastasio [lire en ligne]
- La tirannide debellata (Milan, théâtre ducal, 1736) livret de Apostolo Zeno et Pietro Pariati [livret en ligne]
- Demofoonte (Demophontes king of Thrace) (Londres, 24 mai 1737) livret de Pietro Metastasio
- La Didone abbandonata (Milan, Teatro Regio Ducale, 1739) livret de Pietro Metastsio
- Catone in Utica (Florence, Teatro della Pergola 1739) livret de Pietro Metastasio
- Bajazet (1743) livret de Agostino Gaetano Piovene
- Artaserse (1744) livret de Pietro Metastasio
- Il Demetrio (1746) en collaboration avec Georg Christoph Wagenseil sur un livret de Pietro Metastasio
- Il Ciro riconosciuto (Gènes, Teatro del Falcone, 1748) livret de Pietro Metastasio
- Olimpiade (Parme 1755) livret de Pietro Metastasio
- La buona figliola / La Cecchina (1756) livret de Carlo Goldoni

Français

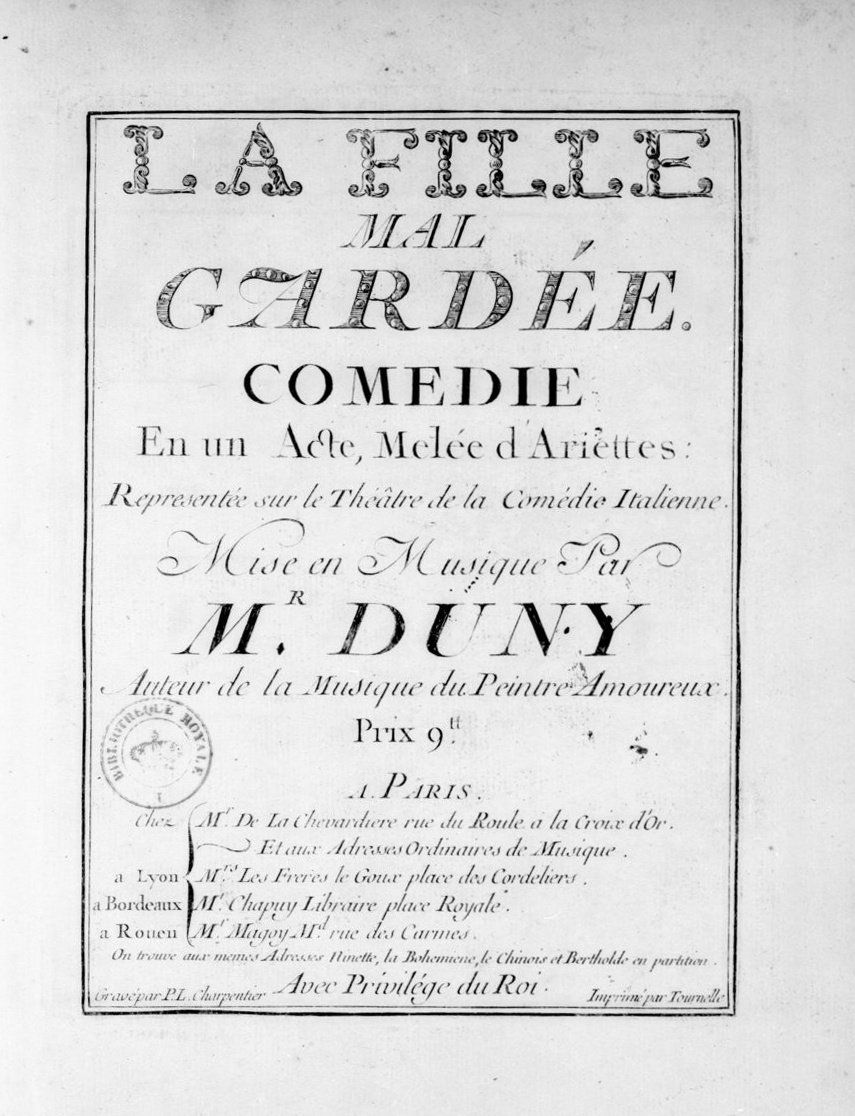
Page de titre de La Fille mal gardée (1758, BnF).

- Ninette à la cour (Parme, 1755 ; éd. de La Chevardière) [lire en ligne]
- La Chercheuse d'esprit (Paris, 1756)
- Le Peintre amoureux de son modèle (Paris, 26 juillet 1757), livret de Louis Anseaume [lire en ligne]
- Le Docteur Sangrado (Saint-Germain-en-Laye, 1758)[11]
- La Fille mal gardée, comédie en un acte, melée d'ariettes (Paris, 1758), livret de Charles-Simon et Mme Favart et Lourdet de Santerre, d'après Clément et Larousse (BNF 42968253).
- L'Isle de foux,  comédie en deux actes (1760), livret de Louis Anseaume
- Mazet (1761), livret de Louis Anseaume [lire en ligne]
- Le Milicien (Versailles, 1763), livret de Louis Anseaume [lire en ligne]
- Les Deux Chasseurs et la Laitière (1763), livret de Louis Anseaume [lire en ligne]
- Le Rendez-vous, opéra en un acte, livret en vers de Pierre Légier, représenté pour la première fois en 1763.
- L'École de la jeunesse (Versailles, 24 janvier 1765 ; de La Chevardière) [lire en ligne]
- La Fée Urgèle ou, Ce qui plaît aux dames, comédie en quatre actes, meslée d'ariettes (Fontainebleau, 26 octobre 1765 et Paris, 4 décembre), livret de l'abbé de Voisenon et Favart, d'après le conte de Voltaire Ce qui plaît aux dames. Livret sur Gallica, Partition sur Gallica.
- La Clochette, comédie en un acte (1766), livret de Louis Anseaume
- Les Moissonneurs, comédie en trois actes et en vers, meslée d'ariettes (27 janvier 1768), livret de Favart, Livret sur Gallica
- Les Sabots (1768), livret de Sedaine [lire en ligne]
- La Rosière de Salency (1769), avec Adolphe Blaise, Monsigny et Philidor, livret de Favart

### Oratorios
- Athalie (Parme)
- Le Sacrifice d'Isaac
- Giuseppe Riconosciuto [lire en ligne]

### Musique de chambre
- Minuetti e Contradanze, pour flûtes et basson (Londres, 1738)
- Sonates en trio, op. 1, pour deux violons, violoncelle et basse continue (Rotterdam, c. 1739)

## Discographie
- Giuseppe Riconosciuto - Nicola Sette, ténor ; Rossella Ressa, Maria Palmitesta, Antonella Rondinone et Marilena Notarstefano, sopranos ; Assia Polito, mezzo-soprano ; Orchestre Baroque du festival Duni de Matera, dir. Vito Paternoster (18 septembre 2001, 2 CD Bongiovanni) (OCLC 51393561)
- Les deux chasseurs et la laitière - Agnieszka Budzińska-Bennett, soprano (Perette) ; Maciej Straburzyński, baryton (Guillot) ; Łukasz Wilda, ténor (Colas) ; Accademia dell'Arcadia, dir. Roberto Balconi (13/16 juillet 2010, Estrada Poznańska) (OCLC 894952986)
- Sonates en trio, op. 1 - DuniEnsemble (avril 2018, Brilliant Classics)
- L'Isle des Foux - Christophe Crapez ; Angelo Heck ; Elizabeth Fernandez ; Chloé Jacob ;  Jean-Christophe Born ;  Ainhoa Zuazua ;  Charles Mesrine ; Olivier Augrond ; Ensemble Almazis, dir. Iakovos Pappas ( 6-8  janvier 2024, MAG-62).

### Sources anciennes
- Jean Monnet, Supplément au Roman comique, ou Mémoires pour servir à la vie de Jean Monnet, ci-devant directeur de l'Opéra-Comique à Paris…, vol. 2, Paris, 1773, 192 p. (BNF 43162009, lire en ligne), p. 51–52.
- Charles-Simon Favart, « Éloge de Duni », dans Nécrologue des hommes célèbres de France, Paris 1776
- André Grétry, Mémoires, ou Essais sur la musique, A. Wahlen, 1829 (1re éd. 1797), 348 p. (BNF 30540658, lire en ligne), p. 329.
- Arthur Pougin, « Duni et les commencements de l'opéra comique », Le Ménestrel,‎ 4 avril 1880, p. 139… (lire en ligne) — 14 articles : 2, 3,.

### Ouvrages et articles
- Donald Jay Grout, « Opéra bouffe et opéra-comique », dans Roland-Manuel (dir.), Histoire de la musique, t. 2, Paris, Éditions Gallimard, coll. « Encyclopédie de la Pléiade », 1963, 1878 p. (ISBN 2070104044, OCLC 852916, BNF 33042677), p. 16
- Marc Honegger, « Duni : 2. Egidio Romualdo », dans Dictionnaire de la musique : Les hommes et leurs œuvres, Éditions Bordas, coll. « Science de la Musique », 1979, XV-597 p., Tome I (A-K) (ISBN 2-04-010721-5, OCLC 79735642), p. 297.
- Gino Negri et Manola C. Steachi (trad. Sylviane Falcinelli, Dominique Férault et Mireille Zanutini Tansman), L'Opéra italien : histoire, traditions, répertoire [« L'Opera italiana »], Paris, Flammarion, 1987, 347 p. (ISBN 2-08-012059-X, OCLC 319758592, BNF 43175344), p. 183–184
- Sylvie Mamy, « Duni, Egidio [Romualdo] », dans Marcelle Benoit (dir.), Dictionnaire de la musique en France aux XVIIe et XVIIIe siècles, Paris, Fayard, 1992, xvi-811 (ISBN 2-213-02824-9, OCLC 409538325, BNF 36660742), p. 254.
- Encyclopédie de la musique (trad. de l'italien), Paris, Librairie générale française, coll. « Le Livre de poche/Pochothèque. Encyclopédies d'aujourd'hui », 1995, 1 142 (ISBN 2-253-05302-3, OCLC 491213341), p. 234
- Theodore Baker et Nicolas Slonimsky (trad. de l'anglais par Marie-Stella Pâris, préf. Nicolas Slonimsky), Dictionnaire biographique des musiciens [« Baker's Biographical Dictionary of Musicians »], t. 1 : A–G, Paris, Robert Laffont, coll. « Bouquins », 1995 (réimpr. 1905, 1919, 1940, 1958, 1978), 8e éd. (1re éd. 1900), 4 728 p. (ISBN 2-221-06787-8), p. 1088.
- (en) Kent M. Smith et Elisabeth Cook, « Duni, Egidio (Romualdo) [Duny, Egide (Romuald) ] », dans Grove Music Online, Oxford University Press, 2001.
- (de) Alessandro Di Profio, « Duni (Familie) : 2. Egidio Romualdo », dans MGG Online, Bärenreiter et Metzler, 2016